# Сюфэн
Сюфэ́н (кит. упр. 秀峰, пиньинь Xiùfēng) — район городского подчинения городского округа Гуйлинь Гуанси-Чжуанского автономного района (КНР).

## История
В 111 году до н.э. был создан уезд Шиань (始安县), власти которого разместились в этих местах.
Во времена империи Тан в 633 году в этом месте был построен окружённый стенами город.
Во времена империи Мин в 1370 году Чжу Юаньчжан дал своему внучатому племяннику Чжу Шоуцюаню титул «Цзинцзянского князя» (靖江王), и тот разместил свою резиденцию в этих местах. Впоследствии именно здесь размещались власти административных единиц различных уровней.
В XX веке урбанизированная часть уезда Гуйлинь была выделена в отдельный город Гуйлинь. В 1979 году в составе Гуйлиня был создан район Сюфэн.

## Административное деление
Район делится на 3 уличных комитета.